# ان‌جی‌سی ۳۱۶۹
ان‌جی‌سی ۳۱۶۹ یک کهکشان است.